# هما سعادت
هما سعادت شخصیتی داستانی در مجموعهٔ تلویزیونی پایتخت است که از شبکه یک پخش شده است. هما یکی از شخصیت‌های اصلی این مجموعه است. ریما رامین‌فر، بازیگر این نقش است. او همسر نقی معمولی، شخصیت اصلی سریال است.

## ویژگی‌ها
آدمی که راه می‌رود و مدام می‌خواهد دیگران را اصلاح کند و ایرادهای‌شان را تذکر می‌دهد، می‌تواند حتی نفرت‌انگیز هم باشد. من سعی کردم به دلپذیرترین شکل ممکن این نقش را بازی کنم.

—ریما رامین‌فر در گفت‌وگو با سینماسینما، ۱۳۹۹

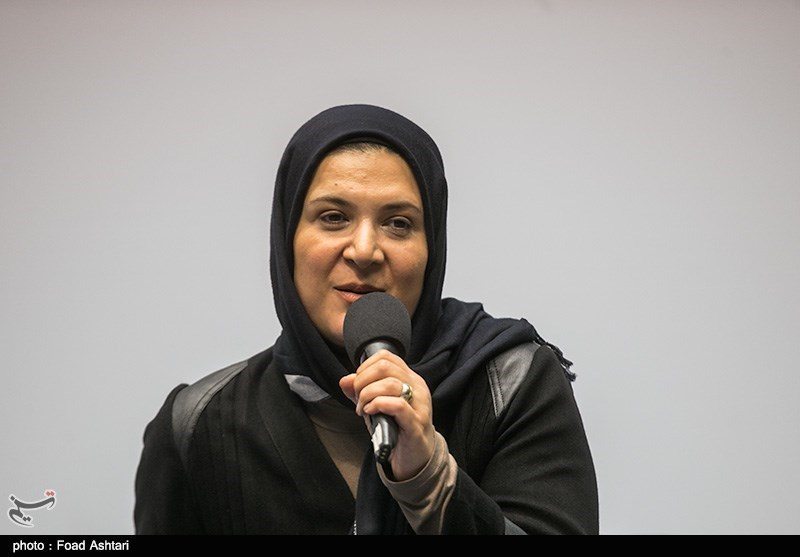
ریما رامین‌فر، بازیگر این نقش در مراسم تقدیر از عوامل پایتخت ۴

هما جدی‌ترین و عاقل‌ترین عضو از خانوادهٔ پایتخت است که لهجه و رفتارش به بقیه خانواده شباهتی ندارد و معمولاً ویژگی‌های ثابتی را حفظ می‌کند. او اهل دروغ نیست و هر جا هم نقی وارد پنهان‌کاری می‌شود به او هشدار می‌دهد که راستش را بگوید یا کارهای خارق‌العاده دیگر شخصیت‌ها را انجام نمی‌دهد.
ریما رامین‌فر در سال ۱۳۹۰ در گفت‌وگو با ایرنا در پاسخ به این پرسش که چرا شخصیت هما لهجه شمالی ندارد؟ گفت: «خانوادهٔ هما به علی‌آباد کتول مهاجرت کرده بودند و به همین دلیل این شخصیت لهجه شمالی نداشت، اگرچه سیروس مقدم کارگردان اثر از روز اول به من گفتند لزومی ندارد که همهٔ اعضای خانواده با یک لهجه صحبت کنند و همین تفاوت‌ها رنگ‌آمیزی زیباتری به کار می‌دهد.»
ریما رامین‌فر در سال ۱۳۹۶ در گفت‌وگو با ایسنا دربارهٔ انتخاب نام هما سعادت در مجموعه تلویزیونی پایتخت گفت: «از همان ابتدا برای آقای تنابنده به عنوان سرپرست نویسندگان بسیار مهم بود که هر کدام از کاراکترهای این مجموعه انگیزه‌ای برای بودن در این دنیا داشته باشند. بر این اساس اسم این کاراکتری که من آن را ایفا می‌کنم را «هما سعادت» انتخاب کرد که انگار این زن نعمتی است که به این خانواده عطا شده است. تعبیری که خود آقای تنابنده از این کاراکتر دارد این است که اگر خانوادهٔ معمولی را همانند یک تسبیح در نظر بگیریم، شخصیت «هما» نخ آن تسبیح است که همه اعضای خانواده را به هم متصل کرده.»

## زندگی
هما سعادت، همسر نقی معمولی است. آنها بر سر خیلی از مسائل با هم اختلاف‌نظر دارند. آنها گاهی حتی با هم درگیری لفظی پیدا کرده و بگو مگو می‌کنند و کارشان به قهر هم می‌کشد. هما در پایتخت ۴ و زمانی که برایش خبر می‌آوردند که نقی روی تخت مرده‌شورخانه خوابیده است تا از بائو عقب نماند، به صراحت می‌گوید: «من سه بچه دارم؛ سارا، نیکا و نقی». اما او در عین حال در هر شرایطی کنار شوهرش مانده و لحظه‌ای شریک زندگی‌اش را تنها نگذاشته است.

### فصل ۱
در فصل اول این سریال، هما به‌دلیل قبولی در دانشگاه برای ادامهٔ تحصیل به‌همراه خانواده‌اش از علی‌آباد به تهران می‌روند.

### فصل ۲
در فصل دوم هما و خانواده‌اش در علی‌آباد زندگی می‌کنند اما او تحصیل در دانشگاه را ادامه می‌دهد و برای تعطیلات نوروز به خانه بازمی‌گردد. نقی در گنبد و گلدسته سازی کار می‌کند و هما به همراه نقی، ارسطو و باباپنجعلی با کامیون ارسطو راهی جنوب می‌شوند تا گنبد و گلدسته‌ای را به قشم ببرند. آنها به همراه سرپرست بار راهی تهران می‌شوند تا گنبد و گلدسته را به صاحبش که در خانهٔ سالمندان زندگی می‌کند نشان دهند و بعد به طرف مکان نصب بروند.

### فصل ۳
در فصل سوم هما یک آشپزخانه به نام سارونیکا (به نام فرزندانش) راه‌اندازی کرده و مایحتاج زندگی خانواده را تأمین می‌کند.

### فصل ۴
در فصل چهارم هما در انتخابات شورای شهر رأی می‌آورد و طرفداران او در منزل‌شان جمع می‌شوند. پس از آن، نقی از او درخواست می‌کند تا برای ساخت خانهٔ فهیمه (خواهر نقی) مجوز بگیرد، اما او این کار را خلاف می‌داند و به هیچ وجه زیر بار نمی‌رود.

### فصل ۵
در فصل پنجم هما به همراه خانواده برای خوردن آب هویج بستنی به مناسبت ماشین جدید ارسطو در مسیر تصادف می‌کنند و به‌خاطر ضربه به سر و تأثیر روی اعصاب از شورای شهر بیرون می‌آید.

### فصل ۶
در فصل ششم هما به‌دنبال علاقه‌اش می‌رود و گویندهٔ اخبار استان مازندران می‌شود.

### فصل ۷
در فصل هفتم ریما رامین‌فر بازیگر این نقش با کاهش وزن قابل توجهی در این مجموعه حضور داشت و این تغییر فیزیکی این بازیگر مورد توجه قرار گرفت. هما در این فصل به همراه نقی یک پسر به نام سالار را به سرپرستی گرفتند.